# 新城舞
新城 舞（しんじょう まい、1996年5月16日 - ）は、沖縄県出身の女子サッカー選手。岡山湯郷Belle所属。ポジションはMF。

## 来歴
2024年12月25日、岡山湯郷Belleへの移籍が発表された。

## 所属クラブ
- 2019年 岡山湯郷Belle
- 2020年 ディアヴォロッソ広島
- 2021年 - 2022年 アンジュヴィオレ広島
- 2023年 - 2024年 朝日インテック・ラブリッジ名古屋
- 2025年 - 岡山湯郷Belle